# Большая игра (фильм, 2017)
«Большая игра» (англ. Molly's Game; дословно — «Игра Молли») — американский драматический фильм Аарона Соркина. Сценарий картины создан по мотивам автобиографической книги легендарной Молли Блум. Молли Блум – одна из самых знаменитых личностей в покерном мире, получившая известность благодаря тому, что организовала и владела подпольным клубом, где играли звезды Голливуда, криминальные авторитеты и просто очень богатые люди. В главной роли Джессика Честейн. В США фильм вышел 25 декабря 2017 года в ограниченном прокате. В широкий прокат в России вышел 11 января 2018 года.

## Сюжет
Молли Блум — девушка родом из Колорадо. Она начинает как лыжница, тренируется под руководством властного отца и добивается значительных успехов. Во время отбора на Зимние Олимпийские игры 2002 года Молли получает тяжёлую травму и преждевременно завершает спортивную карьеру.
Отложив планы обучения в юридической школе, Молли решает переехать в Лос-Анджелес и некоторое время перебивается с одной временной работы на другую. Её принимают на должность помощника устроителя подпольного казино, где играют в покер по крупным ставкам. Молли быстро обучается тонкостям игорного бизнеса. После конфликта с боссом, Молли уходит, организовывает собственное казино и переманивает ключевых клиентов. Её заведение становится одним из самых известных в городе. В результате разногласий с «Игроком Х», самым влиятельным в своей среде, Молли вынуждена переехать в Нью-Йорк и перенести казино туда. На новом месте у неё возникает конфликт с представителями русской мафии. Поначалу Молли и её клуб живут только на чаевых, которые оставляют игроки. Так она не нарушает законов, поскольку не берёт процент со ставок. Вскоре оказывается, что вести дела подобным образом не получится, в критических ситуациях заведение рискует не обеспечить выплату банка. Молли принимает решение забирать процент с банка и, вскоре, представители итальянской мафии  предлагают ей «крышу», но она отказывается. Женщину грабят и жестоко избивают, но она переживает проблемы, не обращаясь к посторонней помощи. Молли приобретает зависимость от наркотиков. После доноса в ФБР от одного из игроков, её задерживают и арестовывают счета. В это же время Молли публикует книгу, в которой, впрочем, не раскрываются самые неприятные подробности деятельности казино, имена знаменитых спортсменов, актеров, мафиози.
Молли обращается к услугам дорогостоящего адвоката Чарли Джеффи, который договаривается о сделке для своей клиентки — её деньги возвращаются в обмен на записи игр. Молли отказывается от сделки, опасаясь за раскрытие подробностей частной жизни своих клиентов, и признает себя виновной в суде. В критический момент в Нью-Йорке появляется отец Молли и поддерживает дочь. В итоге судья, считая, что она не совершила серьезных правонарушений, приговаривает Молли Блум к общественным работам, условному сроку и штрафу в размере 200 000 долларов.

## В ролях
| Актёр                | Роль               |
| -------------------- | ------------------ |
| Джессика Честейн     | Молли Блум         |
| Идрис Эльба          | Чарли Джеффи       |
| Кевин Костнер        | Ларри Блум         |
| Майкл Сера           | Игрок X            |
| Джереми Стронг       | Дин Кит            |
| Крис О’Дауд          | Дуглас Дауни       |
| Джон Чарльз МакКензи | Харрисон Уэллстоун |
| Брайан Д’Арси Джеймс | Брэд               |
| Билл Кэмп            | Харлан Юстас       |
| Грэм Грин            | судья Фоксман      |
| Джастин Кирк         | Джей               |
| Анджела Готс         | Би                 |
| Натали Крилл         | Уинстон            |

## Отзывы и оценки
На сайте Rotten Tomatoes фильм имеет рейтинг 82 % на основе 245 рецензий при среднем балле 7,1/10.
Питер Трэверс из Rolling Stone поставил фильму 3 звезды из 4-х, отметив свойственные Соркину-сценаристу великолепные диалоги и своевременную тему — каково быть женщиной в мужском мире. По словам критика Анастасии Гладильщиковой, «основанная на книге мемуаров Молли Блум, «Большая игра» — одновременно и увлекательный рассказ о внутренней кухне казино, и портрет сильной личности со стойкими принципами».

## Награды и номинации
- 2017 — две номинации на премию «Спутник» за лучший адаптированный сценарий (Аарон Соркин) и за лучшую женскую роль (Джессика Честейн).
- 2018 — номинация на премию «Оскар» за лучший адаптированный сценарий (Аарон Соркин).
- 2018 — две номинации на премию «Золотой глобус» за лучший сценарий (Аарон Соркин) и за лучшую женскую роль в драме (Джессика Честейн).
- 2018 — номинация на премию BAFTA за лучший адаптированный сценарий (Аарон Соркин).
- 2018 — номинация на премию Гильдии режиссёров США за лучшую режиссуру дебютного полнометражного фильма (Аарон Соркин).
- 2018 — номинация на премию Гильдии сценаристов США за лучший адаптированный сценарий (Аарон Соркин).